# Sydkinesiska havet

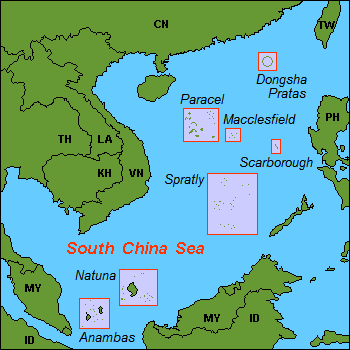
Karta över Sydkinesiska havet.

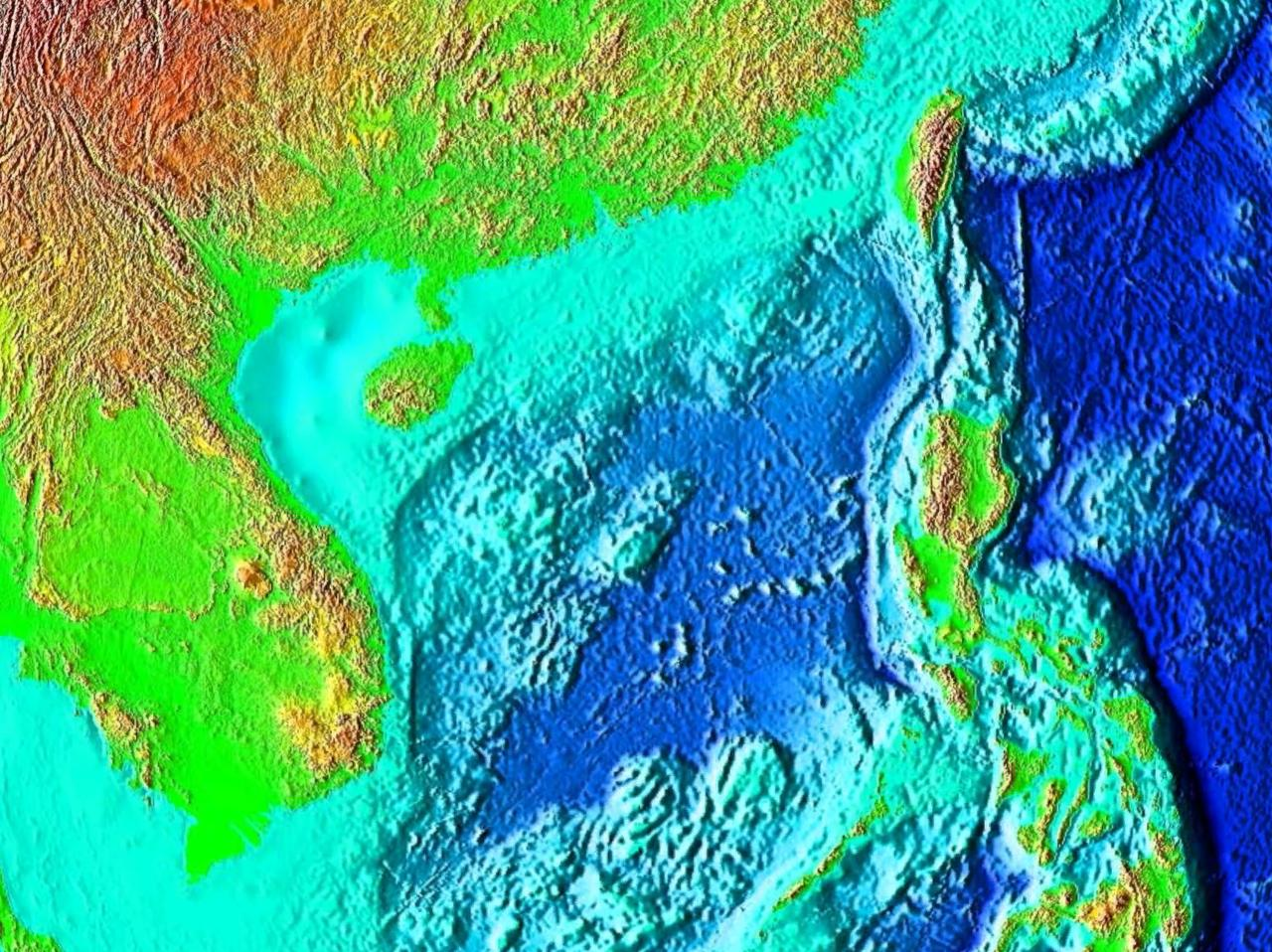
Virtuell bild av Sydkinesiska havet från NASA.

Sydkinesiska havet, eller Sydkinesiska sjön, är ett bihav till Stilla havet och utgör del av det Australasiatiska medelhavet.

## Etymologi
Området går under flera namn. I Kina kallas det Södra havet (Nán Hǎi), i Vietnam Östra havet (Bien Dong) och i Filippinerna ibland Luzónhavet (Dagat Luzon). De flesta länderna använder det från början europeiska namnet Sydkinesiska havet, däribland Indonesien (Laut China Selatan).

## Historia
Havet har använts som transportväg i alla tider. Det har använts av européer sedan portugiserna utforskade området i början på 1600-talet. Sydkinesiska havet är idag den näst mest använda sjövägen i världen. Av världens årliga handelstonnage passerar mer än hälften genom Malackasundet, Sundasundet och Lomboksundet. I regionen finns olja; bekräftad mängd är omkring 1,2 km³ och den totala mängden uppskattas vara 4,5 km³. Det finns en uppskattad mängd på omkring 7 500 km³ naturgas.

## Geografi
Området omfattar en yta av ca 3 000 000 km² och sträcker sig från norr till söder mellan Singapore och Taiwansundet och från väst till öst mellan södra Kina och Filippinerna. Sydkinesiska havet är det största havsområdet efter oceanerna.
Nationer och territorier:
- Brunei
- Filippinerna
- Hongkong
- Indonesien
- Kina
- Macao
- Malaysia
- Taiwan
- Vietnam

Större områden:
I Sydkinesiska havet finns mer än 200 öar och revområden, bland annat:
- Anambasöarna
- Dongshaöarna
- Hainan
- Macclesfieldbanken
- Natunaöarna
- Paracelöarna
- Scarboroughrevet
- Spratlyöarna